# Sanxis (cognom)
Sanxis (sovint escrit Sanchis) és un cognom valencià d'origen patronímic que significa "fill de Sanç" (com el castellà Sánchez i el portuguès Sanches). N'hi ha la variant Sánchiz. La forma Sanchís es considera incorrecta.
El seu origen és aragonès o castellà. El primer Sanxis documentat al País Valencià és P. Sancii (en llatí), el 1238.
Segons l'Idescat, a Catalunya el porten 959 persones com a primer cognom i 974 com a segon, i és el 969è cognom més freqüent.
Algunes persones que porten aquest cognom:
- Anna Sanchis Chafer (El Genovés, Costera, 18 d'octubre de 1987), ciclista professional valenciana
- Ferran Sanxis de Castre (1240 - Pomar, Aragó, 1275), primer baró de Castre
- Josep Sanchis Sivera (València, 5 de gener de 1867 - València, 21 de maig de 1937), canonge i historiador valencià
- Manuel Sanchis i Guarner (València, 9 de setembre de 1911 - València, 16 de desembre de 1981), filòleg, historiador i escriptor valencià en llengua catalana
- Manuel Sanchis Martínez (Alberic, València, 26 de març de 1938), exfutbolista valencià, pare de Manolo Sanchís
- Manuel Sanchis Hontiyuelo, conegut com a Manolo Sanchís, (nascut el 23 de maig del 1965 a Madrid), exfutbolista espanyol, fill de Manuel Sanchis Martínez
- Vicent Sanchis i Llàcer (València, 1961), periodista i tertulià valencià